# Byron Munton
Byron Munton, né le 12 décembre 1998 à Hout Bay (Cap-Occidental), est un coureur cycliste sud-africain.

## Biographie
Originaire de Hout Bay, Byron Munton effectue sa scolarité au Wynberg Boys’ High School, dans la banlieue de Wynberg,. Il commence le cyclisme vers l'âge de l'âge de seize ans en compagnie de son père, qui l'emmène faire sa première sortie en vélo. À ses débuts, il pratique le cyclisme sur route, sur piste et en VTT. Sa petite sœur Jessie participe elle aussi à des compétitions dans ce sport. 
Durant l'été 2017, il court en Belgique sous les couleurs du club Vérandas Willems-Crabbé-CC Chevigny. L'année suivante, il intègre le Martigues SC-Drag Bicycles en France. Il dispute cependant peu de courses en raison de problèmes administratifs avec sa licence.
Bon rouleur, il se révèle lors de la saison 2019 en devenant champion d'Afrique du Sud du contre-la-montre, dans la catégorie espoirs (moins de 23 ans). Il brille  également sur des courses espagnoles avec le club valencien GSport. Au mois de septembre, il se classe huitième du championnat du monde du contre-la-montre espoirs. Malgré ses performances, il ne passe pas professionnel et continue au niveau amateur en 2020. Dans une année perturbée par la pandémie de Covid-19, il conserve son titre de champion national. Il prend notamment la troisième place de la Clásica Ciudad de Torredonjimeno, manche de la Coupe d'Espagne amateurs. 
En 2021, il intègre l'équipe continentale Electro Hiper Europa, licenciée en Argentine mais basée en Espagne. Son début de saison est perturbé par une appendicite. Opéré en urgence, il fait son retour à la compétition en avril lors du Tour des Asturies. Fin juin, il se classe deuxième des classements des sprints et de la montagne sur l'épreuve In the Steps of Romans. Il enchaîne avec le Tour de Bulgarie, où il termine onzième du classement général. Il n'est toutefois pas conservé par ses dirigeants en fin d'année. 
En février 2022, il est sacré champion d'Afrique du Sud du contre-la-montre chez les élites. Il resigne finalement un contrat en Europe avec la formation Dauner-Akkon, qui évolue sous pavillon allemand. Au mois de juin, il montre de bonnes qualités de grimpeur en finissant huitième du Tour de Haute-Autriche. On le retrouve ensuite dans une échappée sur la deuxième étape du Tour d'Allemagne.

## Palmarès
- 2018
  - Raithby Road Race
- 2019
  -  Champion d'Afrique du Sud du contre-la-montre espoirs
  - Champion du Cap-Occidental du contre-la-montre
  - Stellenbosch Cycle Tour[8]
  - Championnat de la Communauté valencienne du contre-la-montre[9]
  - 2e du championnat d'Afrique du Sud sur route espoirs
  - 8e du championnat du monde du contre-la-montre espoirs
- 2020
  -  Champion d'Afrique du Sud du contre-la-montre espoirs
  - Champion du Cap-Occidental du contre-la-montre
  - Championnat de Catalogne du contre-la-montre
  - Herald Cycle Tour
  - 3e de la Clásica Ciudad de Torredonjimeno
- 2022
  -  Champion d'Afrique du Sud du contre-la-montre
  - 2e du Tour du Cap
- 2024
  - 2e du Visegrad 4 Bicycle Race-GP Slovakia
- 2025
  - 4e étape du Tour du Portugal
  - 3e du Tour du Portugal

## Classements mondiaux
| Année                                 | 2019  | 2020 | 2021 | 2022 | 2023  | 2024  |
| ------------------------------------- | ----- | ---- | ---- | ---- | ----- | ----- |
| Classement mondial                    | 1162e | 998e | nc   | 761e | 1569e | 1366e |
| UCI Africa Tour                       | 57e   | 35e  | nc   | 30e  | 92e   | 99e   |
|                                       |       |      |      |      |       |       |
| Légende : nc = non classéSource : UCI |       |      |      |      |       |       |